# Basilique de l'Observance
La Basilique de l'Observance (Basilica dell'Osservanza) se situe dans la campagne proche de Sienne, sur le Colle della Capriola.

## Histoire
Construite en 1476 à l'emplacement d'une ancienne église fondée par saint Bernardin de Sienne, son architecte est Giacomo Cozzarelli, probablement sur un projet de Francesco di Giorgio Martini, étendu entre 1495 et 1496 par Magnifico Despota Pandolfo Petrucci pour accueillir le tombeau familial et pour agrandir le couvent.
Après des dommages subis par les bombardements de la Seconde Guerre mondiale, elle fut restaurée à l'identique.

## Architecture
L'intérieur comprend une nef sans bas-côtés avec huit chapelles.

## Œuvres
- Le reliquaire de saint Bernardin de Sienne, dû à Francesco d'Antonio (1454) (troisième chapelle).
- Le triptyque de la Vierge avec les saints Ambroise et Jérôme (1436) attribuée à un peintre nommé par Roberto Longhi, par cette œuvre, Maestro dell'Osservanza (quatrième chapelle) ; cette œuvre fut longtemps attribuée à Sassetta.
- Une Annonciation en terracotta invetriata d'Andrea della Robbia, sur un des piliers entre la nef et le chœur.
- Une Pietà de Giacomo Cozzarelli (XVe siècle).

Un musée, le Museo Aurelio Castelli est dans un bâtiment proche de l'église.

## Sources
- (it) Cet article est partiellement ou en totalité issu de l’article de Wikipédia en italien intitulé « Basilica dell'Osservanza » (voir la liste des auteurs).